# Bahnhof Muldenberg

Der Bahnhof Muldenberg ist eine Betriebsstelle der Bahnstrecke Chemnitz–Adorf und der hier einmündenden Strecke von Falkenstein. Er liegt auf dem Kataster des Grünbacher Ortsteiles Muldenberg im Vogtland. Seit der Stilllegung der Strecke von Schönheide Ost (Chemnitz) im Jahr 1995 findet Zugverkehr nur noch in der Relation von Falkenstein in Richtung Klingenthal statt.

## Geschichte

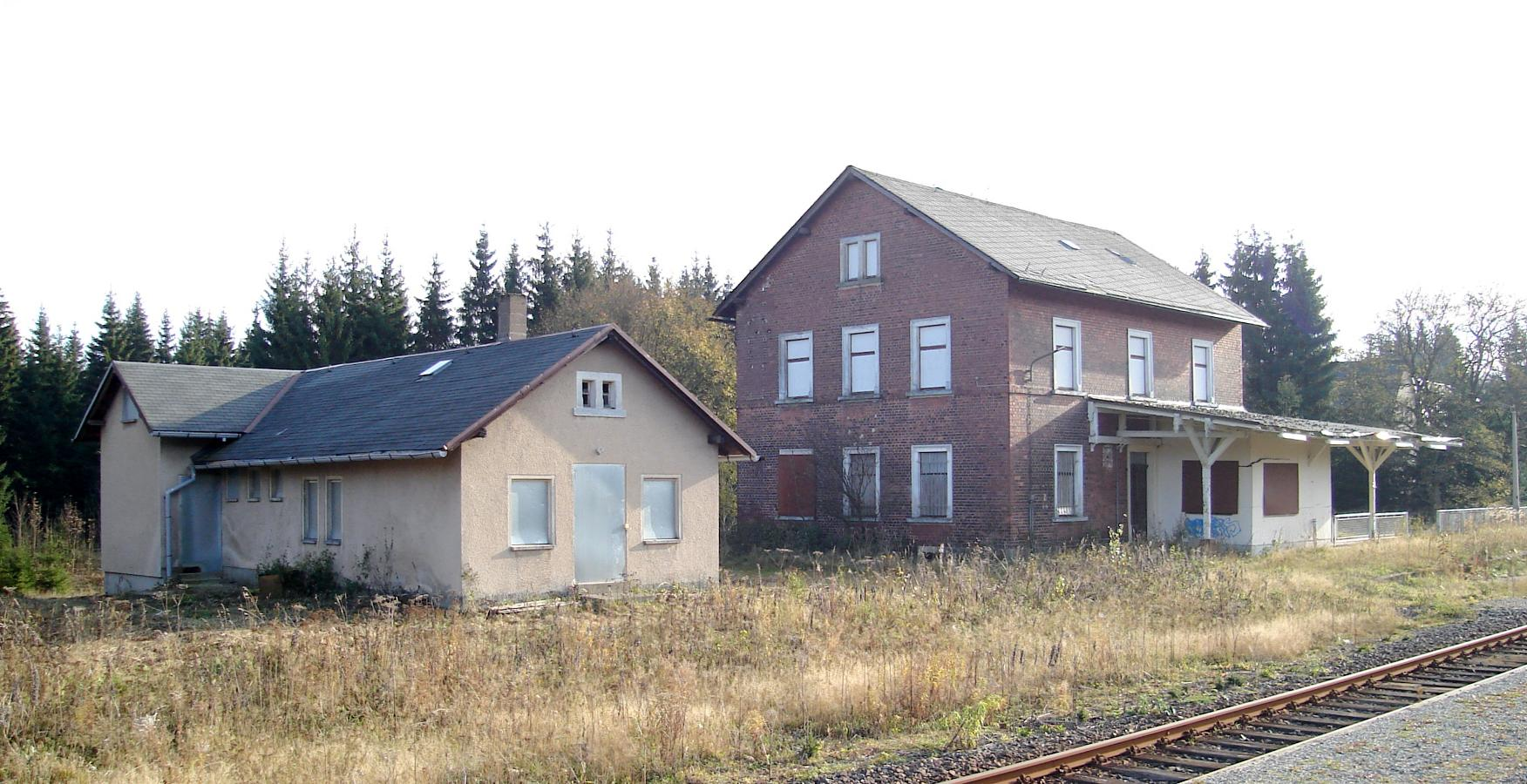
Wirtschafts- (links) und Empfangsgebäude (rechts)

Ursprünglich bereits bei der Trassierung der Bahnstrecke Chemnitz–Aue–Adorf der Chemnitz-Aue-Adorfer Eisenbahn-Gesellschaft angedacht, wurde der Bahnhof erst mit Bau der Bahnstrecke Falkenstein–Muldenberg angelegt. Bahnhof und Bahnstrecke wurden 1892 eröffnet. Zunächst bestand der Bahnhof aus drei Bahnsteigen und sieben Gleisen, davon fünf für die Strecke nach Falkenstein und zwei für die Bahnstrecke Chemnitz–Aue–Adorf. Anstatt eines Güterschuppens wurde ein Wagenkasten aufgestellt, den Großteil des Güterverkehrs machte aber die Holzverladung aus, wofür eine Ladestraße und eine Kopf- und Seitenladerampe vorhanden waren. Das zweieinhalbstöckige Empfangsgebäude ist ähnlich wie die anderen Bahnhofsbauwerke der Region in Ziegelmauerwerk ausgeführt.
Auf der Seitenladerampe endete nach dem Zweiten Weltkrieg eine Feldbahn, mit der Torf transportiert wurde. Ab 1935 war eine Kleinlokomotive auf dem Bahnhof stationiert.
1983 wurde der Reiseverkehr nach Schönheide, welches seit der Streckenunterbrechung 1975 durch den Talsperrenbau der Talsperre Eibenstock Richtung Chemnitz/Aue Endstation ist, eingestellt. Nach 1990 ging der Güterverkehr auf einzelnen Abschnitten stark zurück, seit dem 1. Januar 1995 ist er ganz eingestellt. Damit wurde der bisherige Trennungsbahnhof zum Durchgangsbahnhof.
Der Bahnhof, der in seiner größten Ausdehnung zehn Gleise mit 17 Weichen umfasste, besteht seit der Streckensanierung 1997 nur noch als einfache Kreuzungsstation mit zwei Weichen und zwei Gleisen. Der Förderverein Westsächsische Eisenbahnen e.V. (FVWE) arbeitet an einer Wiederanbindung der seit 2005 als Museumsbahn genutzten Strecke Richtung Schönheide Süd.
Der nicht mehr den gültigen Normen entsprechende Mittelbahnsteig ohne Reisendensicherung wurde nach 2002 nur noch mit einer Ausnahmegenehmigung des Eisenbahnbundesamtes weiter genutzt. Nach dem endgültigen Auslaufen der mehrfach verlängerten Ausnahmegenehmigung am 1. Juli 2014 bestellte der Verkehrsverbund Vogtland den Halt ab, da die avisierten Kosten für einen Neubau des Bahnsteiges in Höhe von 300.000 Euro in keinem wirtschaftlichen Verhältnis zum Reisendenaufkommen in Muldenberg stehen.
Der Verkehrsverbund Vogtland rechnet jedoch auch weiterhin mit der Wiedereinrichtung eines Reiseverkehrshaltes im Bahnhof Muldenberg. Nachdem der Neubau eines Mittelbahnsteiges zwischen den Gleisen als zu teuer verworfen wurde, plant man jetzt mit einem Seitenbahnsteig. Laut einem Beschluss der Verbandsversammlung vom 1. März 2017 soll mit DB Station&Service eine entsprechende Planungsvereinbarung abgeschlossen werden.